# مقاطعة تشيبيوا (مينيسوتا)
مقاطعة تشيبيوا (بالإنجليزية: Chippewa County)‏ هي إحدى مقاطعات ولاية مينيسوتا في الولايات المتحدة الأمريكية.